# Tifinagh
Tifinagh (berbisk latinsk: Tifinaɣ; ny-tifinagh: ⵜⵉⴼⵉⵏⴰⵖ; berbisk-arabisk: تيفيناغ) er et epigrafisk skrift og alfabet som bliver brugt af dele af det berbiske folk, især tuaregerne, til at skrive berbisk. 
Den moderne version af den traditionelle skrift, som bliver kaldt ny-tifinagh, blev introduceret i 1900-tallet. Skriften bliver ikke brugt til hverdagskommunikation men i stedet for at sikre den berbiske politiske identitet.
| Sprog | Spire Denne artikel om sprog er en spire som bør udbygges. Du er velkommen til at hjælpe Wikipedia ved at udvide den. |